# Teorema de Kutta-Yukovski
El Teorema Kutta-Joukowski es un teorema fundamental de la aerodinámica. Es el nombre del alemán Martin Wilhelm Kutta y el ruso Nikolái Zhukovski (o Joukowski) que empezaron a desarrollar sus ideas clave a principios del siglo XX. El teorema relaciona la fuerza de sustentación generada por un cilindro recto con la velocidad del fluido por el cilindro, la densidad del fluido, y la circulación. La circulación es la integral de línea de la velocidad del fluido, en una curva cerrada que contiene al cilindro. Puede ser entendido como la cantidad total "hilado" del fluido alrededor del cilindro. En las descripciones del teorema Kutta-Joukowski el cilindro recto por lo general es limitado a un cilindro circular o un perfil alar.
El teorema se refiere al flujo bidimensional alrededor de un cilindro (o un cilindro de envergadura de ala infinito) y determina la sustentación generada por unidad de envergadura. Cuando se conoce la circulación {\displaystyle \Gamma }, la sustentación {\displaystyle l} por envergadura de unidad del cilindro puede ser calculada en primera aproximación usando la ecuación siguiente:
{\displaystyle l=\rho V\Gamma \,}
donde {\displaystyle \rho } es la densidad del fluido, {\displaystyle V} es la velocidad del fluido a través del cilindro, y {\displaystyle \Gamma } es la circulación.
Kuethe y Schetzer declaran el teorema Kutta-Joukowski así:
La fuerza por unidad de longitud que actúa sobre un cilindro recto de cualquier sección transversal tiene módulo {\displaystyle \rho V\Gamma } y dirección ortogonal a V.

Prueba formal del teorema se encuentra en los textos estándar. Sin embargo, como argumento de plausibilidad, considere una superficie sustentadora fina de cuerda {\displaystyle c} y envergadura infinita, moviéndose a través del aire de densidad {\displaystyle \rho }. Deje el perfil alar ser inclinado al flujo de acercamiento a producir una velocidad de aire {\displaystyle V} sobre un lado del perfil alar, y una velocidad de aire {\displaystyle V+\Delta V} del otro lado. La circulación es entonces
{\displaystyle \Gamma =(V+\Delta V)c-(V)c=\Delta Vc\,}
La diferencia de presión {\displaystyle \Delta P} entre los dos lados del perfil alar se puede encontrar mediante la aplicación de la ecuación de Bernoulli:
{\displaystyle {\frac {\rho }{2}}(V)^{2}+(P+\Delta P)={\frac {\rho }{2}}(V+\Delta V)^{2}+P\,}

{\displaystyle {\frac {\rho }{2}}(V)^{2}+\Delta P={\frac {\rho }{2}}(V^{2}+2*V*\Delta V+\Delta V^{2})\,}

{\displaystyle \Delta P=\rho *V*\Delta V\,} (ignorando {\displaystyle {\frac {\rho }{2}}\Delta V^{2}\,})
entonces la fuerza de sustentación por unidad de envergadura es
{\displaystyle l=\Delta P*c=\rho *V*\Delta V*c=\rho V\Gamma \,}
Una versión diferencial de este teorema se aplica sobre cada elemento de la placa y es la base de la teoría del perfil alar delgado.